# Sibawayh
Abu-Bixr Amr ibn Uthman ibn Qànbar al-Bixrí —àrab: أبو بشر عمرو بن عثمان بن قنبر, Abū Bixr ʿAmr ibn ʿUthmān ibn Qanbar al-Bixrī—, conegut generalment com a Sibawayh o Sibawayhi —persa: سيبويه, Sibuyeh, Sibuyeh; en àrab سيبويه, Sībawayh o Sībawayhi— (Nesayak, actualment Bayza, vers 760 - Siraz, vers 796-797) fou un pioner de la gramàtica àrab i reconegut com el fundador de la ciència gramatical d'aquesta llengua.
De la seva vida personal, se'n sap ben poca cosa. Es creu que era d'origen persa i que va néixer a Nesayak, actualment Bayza, vers el 760 i que va morir jove a Siraz, vers el 796-797. La seva única obra, Kitab Sibawayh, és de referència per a la gramàtica àrab.